# Ryan Newman (actrice)
Ryan Newman (Manhattan Beach, 24 april 1998) is een Amerikaans actrice, model en zangeres. Ze is vooral bekend door haar rol als Ginger Falcone in de tv-serie Zeke and Luther op Disney XD en haar rol als Emily Hobbs in de tv-serie See Dad Run en haar bijrol als Allison in de tv-serie De Thundermans op Nickelodeon.

## Biografie
Newman begon al op haar derde met acteren. Ze was op jonge leeftijd al te zien in verschillende reclames. In 2006 speelde ze de rol van Cindy Collins in de film Zoom, een rol waar ze een jaar later een nominatie voor een Young Artist Award voor kreeg. Vanaf 2009 speelt Newman de rol van Ginger Falcone in de Disney XD-serie Zeke and Luther. Ook deed ze mee in twee afleveringen van Hannah Montana als een jonge Miley Stewart, een rol waar ze wederom een Young Artist Award-nominatie voor kreeg.

## Films
- Monster House (2006)
- Zoom (2006)
- Lower Learning (2008)
- Sharknado 3: Oh Hell No! (2015)
- The Thinning (2016)
- Sharknado: The 4th Awakens (2016)
- The Last Sharknado: It's About Time (2018)

## Tv-series
- Hannah Montana (2007, 2 afleveringen)
- Zeke & Luther (2009-2011, 54 afleveringen)
- Good Luck Charlie (2010, gastrol)
- See Dad Run  (2012-2014, Emily Hobbs)
- De Thundermans (2013-2017, Allison)

- International Standard Name Identifier: 0000 0000 4043 9553
- Library of Congress Control Number: n2007030186
- MusicBrainz: 3ca4948e-3ad7-4973-933c-c4c7d5222012
- Virtual International Authority File: 24047219
- WorldCat: E39PBJrRkDDxHXV8Kbx4brq4v3